# گمینا سولتس کویاوسکی
گمینا سولتس کویاوسکی (به لهستانی:  Gmina Solec Kujawski) یک گمینا در لهستان است که در شهرستان بیدگوشچ واقع شده‌است. گمینا سولتس کویاوسکی ۱۷۵٫۳۵ کیلومتر مربع مساحت و ۱۶٬۰۶۷ نفر جمعیت دارد.